# ジョゼフ・ヴァンドリエス

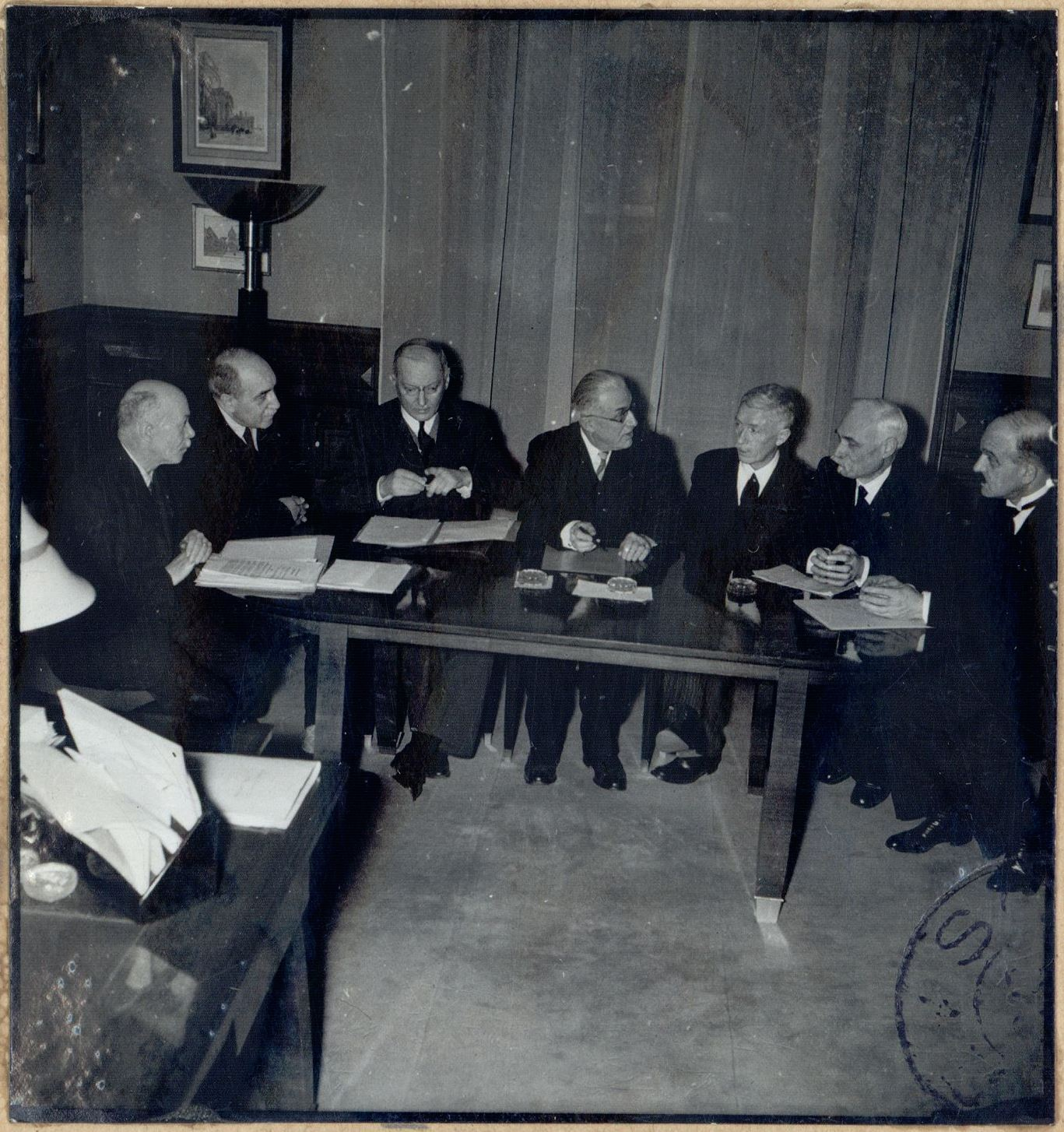
パリ大学学長室にて。M. Bruhat、M. Gidel、M. Baudouin、M. Carcopino、M. Maurain、ヴァンドリエス、M. Damiens（ソルボンヌ図書館, NuBIS）

ジョゼフ・ヴァンドリエス（フランス語: Joseph Vendryès; 英語: Joseph Vendryes、1875年1月13日 - 1960年1月30日）は、フランスの言語学者。インド・ヨーロッパ語族、とくにケルト語が専門。主著『言語学概論』は日本語を含む多くの言語に翻訳されている。

## 生涯
1875年、ヴァンドリエスはパリで生まれた。リセ・ルイ＝ル＝グランで学び、1891年に文学学士号を取得。同年より1894年までパリ大学文学学部（Faculté des lettres de Paris）でアントワーヌ・メイエに比較言語学を、シルヴァン・レヴィにサンスクリットを、アンリ・ゲドズとアルボア・ド・ジュバンヴィルの下でケルト語を学んだ。1896年に文法教授免許（Agrégation de grammaire）を取得し、ドイツ留学の奨学金を得た。1898年から翌年にかけてフライブルク大学に留学し、ルドルフ・トゥルナイゼンの下でケルト語を学んだ。1900年に帰国し、パリ大学文学学部で文学博士号を取得した。
1901年に高等研究実習院のサンスクリット語講師の職を得た。その後クレルモン＝フェラン大学、カーン大学で教え、1907年にパリ大学のインド・ヨーロッパ語比較言語学の教授となった（1946年に退官）。1925年にはゲドズの後任として高等研究実習院のケルト語学主任もつとめた。

## 研究内容・業績
言語学研究
主著『言語学概論』（Le Langage : introduction linguistique à l'histoire）が書かれたのは1914年だが、第一次世界大戦のために出版されたのは1921年になってからだった。この著作でヴァンドリエスは生きた言語の共時的・静態的な研究の重要性を説き、言語を人類学的・心理学的・社会学的な存在とした。邦訳がある。
- 『言語学概論：言語研究と歴史』藤岡勝二 訳、刀江書院、1938年。全国書誌番号:47036502。

メイエ・コーアン編『世界の言語』（1924）では、インド・ヨーロッパ諸語の部分を担当している。やはりメイエと共著で『古典語比較文法概論』（Traité de grammaire comparée des langues classiques、1924初版）を著している。
ケルト語ならびにケルト研究
ケルト語研究においては、アルファベット順の『古アイルランド語語源辞典』を編集した。2巻分（A, MNOP）を出版したところでヴァンドリエスが没した。没後5巻（B, C, D, RS, TU）が出版されたが、未完に終わっている。
*  Lexique étymologique de l'irlandais ancien de J. Vendryes. Dublin Institute for Advanced Studies, Centre national de la recherche scientifique. (1959-)

ケルトに関する著作としては、ほかに、ケルト人の宗教に関する著書もある。